# ロバート・ハート

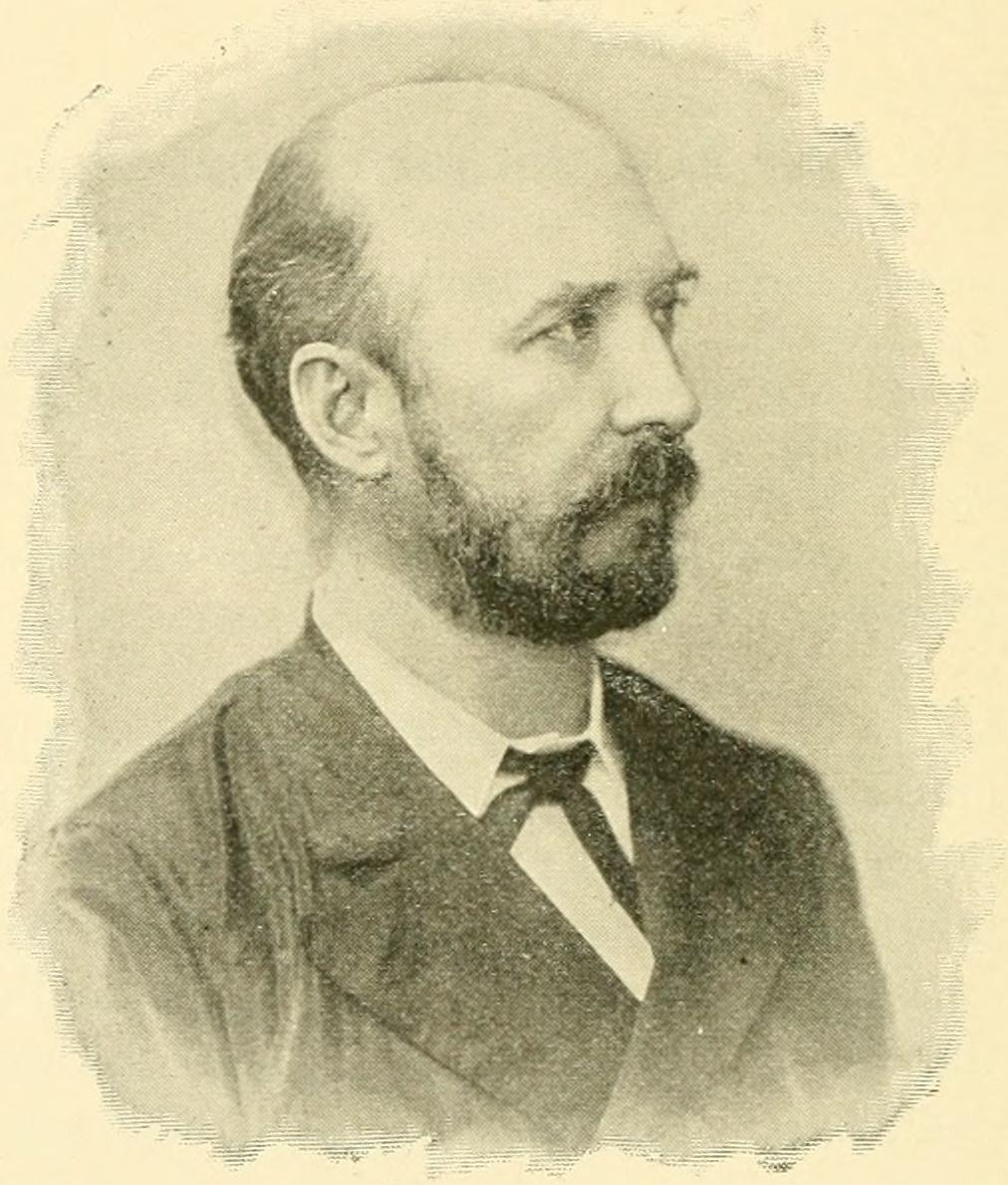
ロバート・ハート

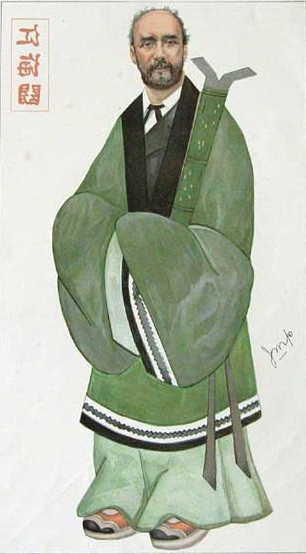
ロバート・ハート

初代准男爵、サー・ロバート・ハート（英: Robert Hart、赫徳、1835年 - 1911年）は、清朝末期に洋関総税務司を務めたイギリス人。
アイルランド、アルスターのアーマー県ポータダウンに生まれた。
1853年にクイーンズカレッジを卒業、翌年香港に着いて中国語を学び、寧波に移った後1858年に広東領事館の連合軍軍政庁書記官に就任、翌年広東海関の副税務司に就任した。1863年に総税務司に就任後、40年近く中国に滞在し、一定の影響力を持った。
1900年の義和団の乱の際には外交交渉に奔走した。1908年に賜暇を許され帰国し、3年後に総税務司在職のまま死去。
死後、現在の上海海関前に彼の銅像が建てられたが今は残っていない。